# Water Polo Arena
La Water Polo Arena era un impianto sportivo costruito in occasione dei Giochi della XXX Olimpiade di Londra. Si trovava nella parte sud-est del Parco Olimpico, a fianco dell'Aquatics Centre, e di fronte all'Olympic Stadium.
La costruzione della struttura temporanea era iniziata nella primavera del 2011. Durante le Olimpiadi, l'arena di 5.000 posti aveva ospitato il torneo di pallanuoto maschile e femminile. Le partite si sono tenute in una piscina di 37 metri provvista di riscaldamento.
Dato che l'Aquatics Centre e la Water Polo Arena erano molto vicini tra loro, tanto che costituivano una delle zone più compatte del parco olimpico si è deciso, per sfruttare lo spazio nel miglior modo possibile, di dividere tra i due impianti lo spazio per le emittenti, i punti di ristorazione, e gli altri servizi (tra cui quelli per la sicurezza).
La struttura dopo le Olimpiadi è stata demolita. Alcune parti della struttura sono state riutilizzate in altre parti del Regno Unito.